# Ексіллес

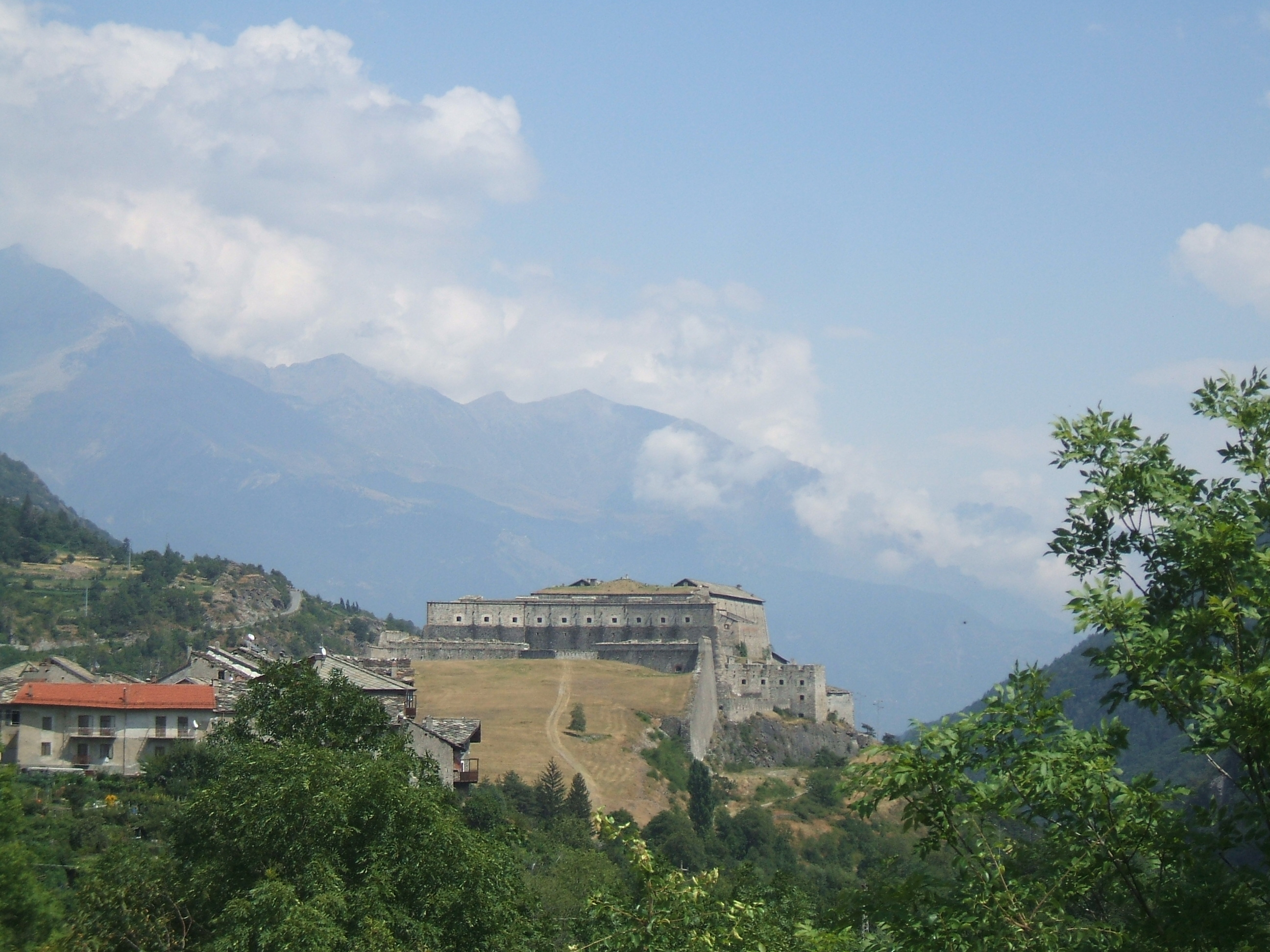

Ексіллес (італ. Exilles, п'єм. Isìles) — муніципалітет в Італії, у регіоні П'ємонт, метрополійне місто Турин.
Ексіллес розташований на відстані близько 580 км на північний захід від Рима, 65 км на захід від Турина.
Населення — 266 осіб (2014).
Покровитель — Петро (апостол).

## Демографія
Населення за роками:

Станом на 1 січня 2023 року в муніципалітеті офіційно проживали 23 іноземці з 7 країн, серед них 14 громадян країн Євросоюзу та 1 громадянин України.

## Сусідні муніципалітети
- Бардонеккія
- Браман (Франція)
- Кьомонте
- Джальйоне
- Улькс
- Праджелато
- Сальбертранд
- Уссо

## Міста-побратими
- Шато-Віль-В'єй, Франція